# Comphotis debilis
Comphotis debilis is een vlindersoort uit de familie van de prachtvlinders (Riodinidae), onderfamilie Riodininae.
Comphotis debilis werd in 1868 beschreven door H. Bates.